# Parlamentswahl in Guinea 2020
Die Parlamentswahl in Guinea 2020 fand am 22. März statt. Zuvor war die Wahl viermal verschoben werden; ursprünglich war ein Termin im Jahr 2018 vorgesehen. Gewählt wurden die 114 Abgeordneten der Nationalversammlung in Guinea. Gleichzeitig wurde ein Referendum über eine Verfassungsänderung abgehalten, das erfolgreich war. Damit wird die Beschränkung der Amtszeit des Präsidenten Alpha Condé auf zehn Jahre aufgehoben und zwei weitere Wiederwahlen ermöglicht; außerdem wird der Präsident zukünftig für sechs statt fünf Jahre gewählt. Für die Durchführung der Wahl ist die Commission électorale nationale independante (CENI) verantwortlich.
Wahl und Referendum wurden trotz der COVID-19-Pandemie, die auch Guinea getroffen hatte, abgehalten. Bis zum Tag vor der Wahl waren zwei Personen in Guinea positiv getestet worden.

## Ausgangslage
Die letzte Parlamentswahl fand am 28. September 2013 statt. Die 2018 fällige Folgewahl wurde mehrmals verschoben, zuletzt vom 1. März 2020 auf den 22. März – dieser Termin musste anschließend vom Verfassungsgericht bestätigt werden.
2013 hatte die Partei von Präsident Condé, Rassemblement du peuple de Guinée (PRG), mit 46,3 % und 53 von 114 Sitzen die meisten Mandate gewonnen. Die Partei von Cellou Dalein Diallo, Union des forces démocratiques de Guinée (UFDG), erreichte 30,5 % und 37 Sitze, die Union des forces républicaines (UFR) 7,0 % und zehn Sitze. 14 Sitze gingen an kleinere Parteien.
Rund 7,7 Millionen Guineer waren zur Wahl 2020 registriert. Bei einer externen Überprüfung des Wählerregisters aus dem Jahr 2015 wurden 2,49 Millionen „problematische“ Einträge gefunden, unter anderem von Minderjährigen und Verstorbenen. Diese sollten Anfang März 2020 aus dem Verzeichnis entfernt werden.
Kurz vor Weihnachten 2019 kündigte der 1938 geborene Condé an, dass die Wahl mit dem Referendum zur möglichen Verlängerung seiner Amtszeit verbunden werden solle. Die UFDG und die UFR boykottierten die Wahl daher.
Bei Protesten besonders gegen das Referendum wurden seit Oktober 2019 31 Demonstranten und ein Polizist getötet.
29 Parteien stellten Kandidaten auf. 

## Wahlverfahren
38 der 114 Abgeordneten der Nationalversammlung werden einzeln in Wahlkreisen in Mehrheitswahl gewählt. Die Wahlkreise entsprechen den 33 Präfekturen und den fünf Stimmbezirken der Hauptstadt Conakry. Die übrigen Parlamentarier werden nach dem Verhältniswahlrecht ermittelt. 

## Die Wahl
Abgestimmt wurde in 19.000 Wahllokalen. Bei weiteren Zusammenstößen am Wahltag starben nach Angaben der Opposition mindestens zehn Menschen.

## Ergebnis und weiteres Geschehen
CENI teilte am 28. März mit, dass das Referendum mit 91,6 % Zustimmung angenommen worden sei. Die Wahlbeteiligung lag bei 61 %.
Condés Partei RPG gewann 79 der 114 Mandate. Vier Mandate erhielt die Union démocratique de Guinée, je drei das Mouvement populaire démocratique de Guinée und die Nouvelles forces démocratiques. 25 Sitze gingen an kleinere Parteien.